# 태의감
태의감(太醫監)은 고려 시대의 의약과 질병 치료에 관한 일을 맡아 본 관청이다. 고려 목종 때 상약국(尙藥局)과 함께 설치되었다. 이 두 기관은 후대 예종 때에 설치되는 혜민국이나 대비원과는 다르게 왕실 전용의 의료기관이었다.
충렬왕 34년(1308년)에는 명칭이 사의서(司醫署), 전의시(典醫寺) 등으로 바뀌었다가, 공민왕 5년(1356년)에 다시 태의감으로 바뀌었다. 그러나 1362년 전의시로, 또 1369년에는 태의감으로 바뀌다가, 결국 1372년에 전의시로 굳혀졌다.
조선 시대에 들어서는 1392년(태조 1)에 전의감(典醫監)으로 되었다.